# Chimarra obscurella
Chimarra obscurella là một loài Trichoptera trong họ Philopotamidae. Chúng phân bố ở miền Australasia.